# Matlacha
Matlacha és una concentració de població designada pel cens dels Estats Units a l'estat de Florida. Segons el cens del 2000 tenia 735 habitants.

## Demografia
Segons el cens del 2000, Matlacha tenia 735 habitants, 409 habitatges, i 213 famílies. La densitat de població era de 1.891,9 habitants/km².
Dels 409 habitatges en un 6,4% hi vivien nens de menys de 18 anys, en un 46,9% hi vivien parelles casades, en un 3,9% dones solteres, i en un 47,7% no eren unitats familiars. En el 39,4% dels habitatges hi vivien persones soles el 19,3% de les quals corresponia a persones de 65 anys o més que vivien soles. El nombre mitjà de persones vivint en cada habitatge era d'1,8 i el nombre mitjà de persones que vivien en cada família era de 2,33.
Per edats la població es repartia de la següent manera: un 7,3% tenia menys de 18 anys, un 2,4% entre 18 i 24, un 17,4% entre 25 i 44, un 34,7% de 45 a 60 i un 38,1% 65 anys o més.
L'edat mediana era de 58 anys. Per cada 100 dones de 18 o més anys hi havia 106,4 homes.
La renda mediana per habitatge era de 36.417 $ i la renda mediana per família de 50.000 $. Els homes tenien una renda mediana de 28.056 $ mentre que les dones 28.750 $. La renda per capita de la població era de 24.371 $. Entorn del 7,4% de les famílies i el 9,2% de la població estaven per davall del llindar de pobresa.

## Poblacions més properes
El següent diagrama mostra les poblacions més properes.